# Calvarrasa de Arriba
Calvarrasa de Arriba là một đô thị ở tỉnh Salamanca, phía tây Tây Ban Nha, cộng đồng tự trị Castile-Leon. Đô thị này có cự ly 10 kilômét so với thành phố tỉnh lỵ Salamanca và có dân số 673 người. Đô thị này có diện tích 25,73 km².
Đô thị này nằm ở khu vực có độ cao 842 mét trên mực nước biển.
Mã số bưu chính là 37191.